# Восстание рыбаков
Восстание рыбаков – художественный фильм времен раннего звукового кино по повести Анны Зегерс «Восстание рыбаков в Санкт-Барбаре», созданный в 1931–1934 гг. в Советском Союзе по поручению советско-германского акционерного общества «Межрабпомфильм». Речь идет о дебюте немецкого режиссера Эрвина Пискатора в сфере игрового кино. Фильм посвящен забастовке рабочих судоходной компании Бределя. Забастовка вызвана несчастным случаем в процессе переработки рыбы. Ответственность за случившееся	 рабочие возлагают на слишком высокую скорость работы на промысловых судах пароходства. После смерти одного из руководителей забастовки трудовой конфликт нарастает и распространяется от рыбаков, работающих в открытом море, на независимых тружеников, рыбачащих у берегов. 
По своим монтажным эффектам, длительным наездам камер и характеру управления светом «Восстание рыбаков» в стилистическом отношении походит на работы советских кинорежиссеров Сергея Эйзенштейна и Всеволода Пудовкина из тех времен, когда совершался переход от немого фильма к звуковому. Основываясь на технике  подвижной камеры и своей самостоятельной звукорежиссуре, игровой фильм, однако, контрастирует с традицией российского кино. Премьера «Восстания рыбаков» состоялась в Советском Союзе в октябре 1934 г.

## Сюжет

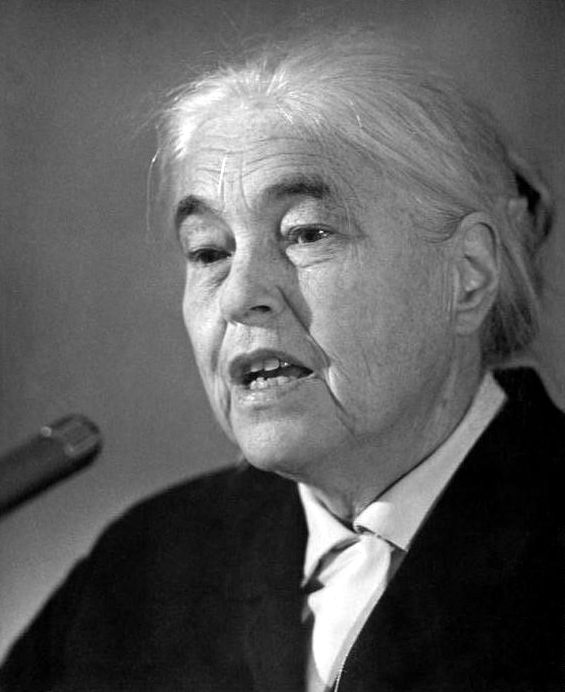
писательница Анна Зе́герс

В «Восстании рыбаков» рассказывается о забастовке обедневших рыбаков, которые ходили на лов в открытое море, и матросов из прибрежного  города Порт-Себастьян. Стачку вызвало ухудшение условий труда на кораблях судовладельца. Рыбаки на одном из кораблей Бределя достают улов. Матросов, которые потрошат рыбу, снова призывают работать быстрее. Темп работы на кораблях Бределя существенно возрос, так как в рабочую смену вместо четверых задействованы только три человека. Когда один из рабочих оказывается тяжело ранен, рыбаки в знак протеста прекращают работу. 
Из-за несчастного случая рыбаки, выходящие на лов в открытое море, требуют от капитана покончить с интенсификацией труда. Когда капитан отвергает это требование, они принимают решение бастовать. Рыбопромысловому флоту приходится возвращаться в гавань главного порта, Порт-Себастьяна. В конторе пароходства Порт-Себастьяна задерживают выдачу заработной платы матросам. Командующий гарнизоном и судовладелец Бредель становятся свидетелями того, как бастующие матросы покидают рабочее место. Командующий приказывает солдатам развернуться в боевой порядок. 
Руководитель забастовки Гулль требует совместной забастовки рыбаков из Порт-Себастьяна, ведущих промысел в открытом море, с теми, кто ловит в окрестных водах. Но до трудового конфликта с общей борьбой дело не доходит, так как судовладелец Бредель сулит мелким рыбакам большую зарплату. Вслед за тем они переходят на сторону Бределя. Напротив, рыбаки открытого моря добились своего, выдвигая  требования к пароходству и возобновляют работу. Бредель нарушает свое обещание о надбавке к заработку рыбаков-каботажников. Вслед за тем рыбаки прибрежного плавания совещаются о совместном выступлении в трактире Десака, находящемся в маленьком прибрежном городке Санкт-Барбара, с рыбаками открытого моря. 
Группа, сложившаяся вокруг умеренно настроенного рыбака Кердгиза, выносит  решение против забастовки и хочет на следующий день после неудавшегося собрания  в Санкт-Барбаре выйти на лов для Бределя. Поутру индивидуалист Мартин Кеденнек  из Санкт-Барбары и его люди, которые хотят распространить забастовку на пароходство, выслеживают Кердгиза с его соратниками. Кеденнек пытается с помощью ножа удержать Кердгиза от штрейкбрехерства. Когда  Кеденнек обрушивается на Кердгиза, его сражает пуля одного из солдат, мобилизованных командующим гарнизоном. На следующее утро в дюнах доходит до еще одного прямого столкновения забастовщиков с группой рыбаков-каботажников вокруг владельца бота Бруйка, который хочет выйти на лов для Бределя. Для вида к штрейкбрехерам присоединяется и молодой рыбак Андреас, живущий в семье Кеденнека. 
В общинах рыбаков-каботажников царит напряженное настроение. Скорбящие рыбаки толпами стекаются на похороны Мартина Кеденнека. Над гробом Кеденнека священник разразился градом упреков, резко осуждая его действия. Недовольство рыбаков выплескивается в крике вдовы, которая выхватывает из рук священника Библию и разрывает ее. Похороны  прерываются взрывами на корабле Бруйка. Это дело рук Андреаса. Они оказываются сигналом к восстанию против судовладельца и  вызванных солдат, подтягивающихся к кладбищу. 
Дело доходит до ожесточенных боевых столкновений восставших рыбаков с солдатами, во время которых саботажника Андреаса убивают при побеге. Захватив важные огневые позиции солдат, повстанцы во главе с руководителем забастовки Гуллем решают исход неравной борьбы в свою пользу. Бределю удается бежать. 

## Неблагоприятные условия производства

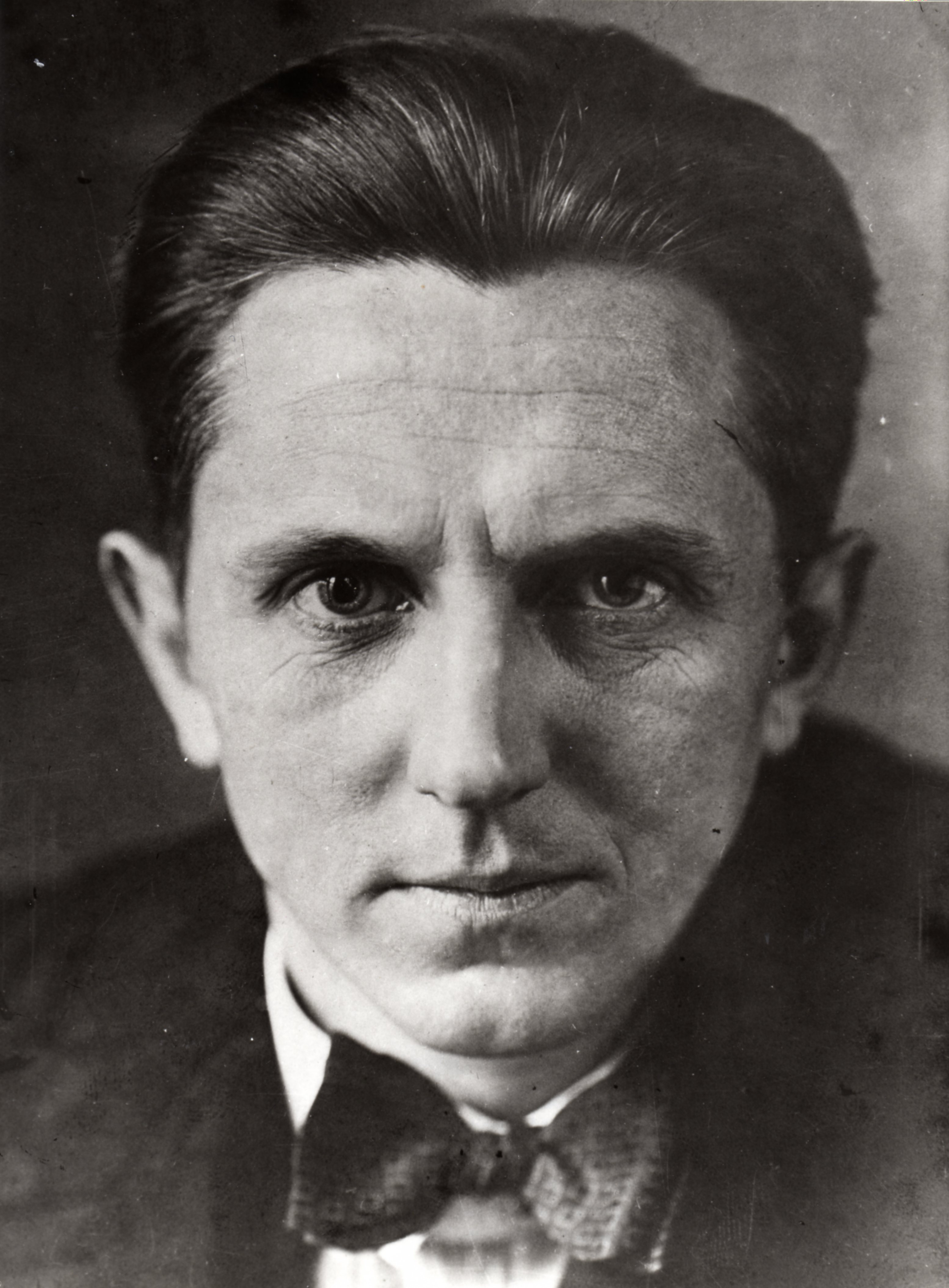
Режиссер театра и кино Эрвин Пискатор

Летом 1930 г. Пискатор сначала планировал экранизировать успешный дебютный роман Теодора Пливье «Кули кайзера», показывавший жалкие условия существования на кораблях императорского военного флота. Медийный предприниматель левого толка Вилли Мюнценберг установил контакт Пискатора с советским акционерным обществом «Межрабпомфильм». В ходе переговоров в Москве в сентябре 1930 г. Пискатор договорился с «Межрабпомфильмом» об экранизации романа Пливье. В апреле 1931 г. он поехал в Москву с первой заявкой на сценарий. Так как прийти к согласию во всех аспектах не удалось, в качестве альтернативного материала договорились о повести Анны Зегерс «Восстание рыбаков в Санкт-Барбаре». 
«Межрабпомфильм» предусматривал для работы над сценарием, а также съемок всего лишь пять, самое большее шесть месяцев. В июле 1931 г. Пискатор начал первые натурные съёмки в портовом городе Мурманске на Северном Ледовитом океане. В том же месяце, находясь в Берлине, он договорился с четырнадцатью немецкими и австрийскими киноактерами, в том числе с Лоттой Ленья в роли проститутки Мари и Паулем Вегенером в качестве судовладельца Бределя, об их участии в проекте фильма. В начале августа 1931 г. в студии «Межрабпомфильма» в Москве должны были начаться павильонные съёмки, но произошел пожар. 
Не долго думая, Пискатор решил вместо павильонных съемок подготовить натурные на побережье Черного моря под Одессой, но нехватка материалов и затруднения с транспортировкой декораций привели к задержкам. Когда в середине сентября 1931 г. в Одессе смогли, наконец, начаться натурные съемки, работам помешала плохая погода. Для административной поддержки Пискатора Межрабпомфильм откомандировал в Одессу советского кинорежиссера Льва Кулешова. Но когда снова прекратились платежи, работы пришлось временно прекратить, так как договоры с немецкими актерами истекали.   
После многомесячных перерывов Пискатор смог поздней весной и летом 1932 г. продолжить киносъемки в Одессе с участием советских актеров. Осенью 1932 г. съемки шли в восстановленной студии «Межрабпомфильма» в Москве. Весной 1934 г. Пискатор завершил проект, потребовавший, если учитывать перерывы, почти три года. Фильм преодолел последнее препятствие и был разрешен к показу Главным управлением кинопромышленности. Официальную премьеру фильма назначили на октябрь 1934 г. 

## Восприятие современниками
За несколько месяцев до официальной премьеры в московских кинотеатрах в мае 1934 г в издававшейся в Москве газете «Дойче централь-цайтунг» появилась рецензия на фильм, написанная советским критиком Сергеем Динамовым, которого восхитило художественное качество фильма. Тем не менее Динамов сожалел, что действие столь сложно, что «в середине фильма перепутываются все нити, и становится трудно наблюдать за действием». Несколько недель спустя после критики Динамова в специальном журнале «Кино», издававшемся АРРК (Ассоциация работников революционной кинематографии. – Прим. пер.), последовала разгромная критика. Известный создатель этого критического материала, писатель-авангардист Осип Брик, ставил в вину фильму «сплошной пафос», «резко расходящиеся стилистические направления» и «отсутствие драматически нарастающего напряжения». Брик приписывал всю вину за мнимую неудачу проекта руководству «Межрабпомфильма». 
На протяжении следующего месяца Пискатора поддерживала на страницах «Известий» группа видных режиссеров «Межрабпомфильма» вокруг Всеволода Пудовкина, которые оценивали «Восстание рыбаков» как «реалистическую работу», хвалила «жизненность и правдивость индивидуального изображения его героев», защищали фильм как «умное искусство, защищающее определенную тенденцию», и резко атаковали Брика. 
5 октября 1934 г. состоялась премьера фильма Пискатора в московских кинотеатрах. Венгерский кинокритик Бела Балаж, отрецензировавший фильм для  «Роте Цайтунг» («Красная газета». Советская газета на немецком языке, выходившая в Ленинграде в 1931 по 1936 гг. Издавалась в основном для немецких эмигрантов, переехавших в СССР. – Прим. пер) увидел в «Восстании рыбаков» еще «не завершенную мастерскую работу», но, тем не менее, учитывая «особую дифференциацию персонажей», характеризовал Пискатора как великого кинорежиссера. «Восстание рыбаков», по его словам, первый фильм, реализовавший ожидание «дифференцированной, так сказать, психологически более глубокой и, что называется, трехмерной характеристики». В следующем году «Межрабпомфильм» приступил к распространению экспортного варианта «Восстания рыбаков», для которого создавались субтитры на нескольких языках. 